# بزرگنمایی (فیلم ۲۰۰۶)
زوم (انگلیسی: Zoom) فیلمی در ژانر ابرقهرمانی و کمدی به کارگردانی پیتر هویت است که در سال ۲۰۰۶ منتشر شد.

## بازیگران
- تیم آلن
- کورتنی کاکس
- چوی چیس
- ریپ تورن
- کوین زیگرز
- اسپنسر برسلین
- کیت مارا
- مایکل کاسیدی
- رایان نیومن
- توماس ویلسون
- ویلی گارسون